# Foregone
Foregone — чотирнадцятий студійний альбом шведського метал-гурту In Flames, що був виданий 10 лютого 2023 року лейблом Nuclear Blast.
Foregone став першим альбомом гурту, участь у записі якого взяв гітарист Кріс Бродерік (екс-Megadeth), а усі барабанні партії були написані та виконані Таннером Вейном (на попередньому альбомі I, The Mask Вейн виконував лише одну пісню).

## Передумови видання
13 червня 2022 року In Flames анонсували, що вони перепідписали контракт з Nuclear Blast та презентували перший сингл з нового альбому — State of Slow Decay. Слухачі візначили, що цей трек дуже подібний до більш ранньої творчості гурту, та виконаний у найкращих традиціях мелодійного дез-металу.
1 серпня гурт зарелізив другий сингл — The Great Deceiver. Цей трек, окрім усього іншого, цікавий тим, що у його тексті є відсилка до пісні легенарного шведського рок-гурту Europe — «The Final Countdown» та згадка про вокаліста Europe Джоуї Темпеста.
15 вересня In Flames анонсували вихід свого чотирнадцятого альбому Foregone та назвали дату релізу повноформатника — 10 лютого 2023 року. Того ж ня слухачам було представлено третій сингл.

## Список пісень
Автор слів Андерс Фріден and Бйорн Гелотте, автор музики Андерс Фріден, Бйорн Гелотте та Говард Бенсон. 
| Foregone track listing | Foregone track listing                                     | Foregone track listing |
| #                      | Назва                                                      | Тривалість             |
| ---------------------- | ---------------------------------------------------------- | ---------------------- |
| 1.                     | «The Beginning of All Things That Will End» (instrumental) | 2:13                   |
| 2.                     | «State of Slow Decay»                                      | 3:58                   |
| 3.                     | «Meet Your Maker»                                          | 3:57                   |
| 4.                     | «Bleeding Out»                                             | 4:01                   |
| 5.                     | «Foregone, Pt. 1»                                          | 3:24                   |
| 6.                     | «Foregone, Pt. 2»                                          | 4:30                   |
| 7.                     | «Pure Light of Mind»                                       | 4:26                   |
| 8.                     | «The Great Deceiver»                                       | 3:45                   |
| 9.                     | «In the Dark»                                              | 4:17                   |
| 10.                    | «A Dialogue in B Flat Minor»                               | 4:28                   |
| 11.                    | «Cynosure»                                                 | 4:05                   |
| 12.                    | «End the Transmission»                                     | 3:42                   |
| 46:46                  |                                                            |                        |

| Bonus track | Bonus track  | Bonus track |
| #           | Назва        | Тривалість  |
| ----------- | ------------ | ----------- |
| 13.         | «Become One» | 3:28        |
| 50:14       |              |             |

## Список учасників
Основні музиканти
- Андерс Фріден — вокал
- Бйорн Гелотте — гітара
- Кріс Бродерік — гітара
- Брайс Пол — бас-гітара
- Таннер Вейн — ударні

## Чарти
| Чарт (2023)                                        | Найвища позиція |
| -------------------------------------------------- | --------------- |
| Australian Albums (ARIA)                           | 63              |
| Австрія Austrian Albums (Ö3 Austria)               | 1               |
| Бельгія Belgian Albums (Ultratop Flanders)         | 20              |
| Бельгія Belgian Albums (Ultratop Wallonia)         | 29              |
| Канада Canadian Albums (Billboard)                 | 90              |
| Нідерланди Dutch Albums (MegaCharts)               | 60              |
| Фінляндія Finnish Albums (Suomen virallinen lista) | 4               |
| Франція French Albums (SNEP)                       | 63              |
| Німеччина German Albums (Offizielle Top 100)       | 1               |
| Угорщина Hungarian Albums (MAHASZ)                 | 32              |
| Italian Albums (FIMI)                              | 93              |
| Японія Japanese Albums (Oricon)                    | 21              |
| Japanese Hot Albums (Billboard Japan)              | 21              |
| Норвегія Norwegian Albums (VG-lista)               | 10              |
| Шотландія Scottish Albums (OCC)                    | 15              |
| Іспанія Spanish Albums (PROMUSICAE)                | 22              |
| Swedish Albums (Sverigetopplistan)                 | 1               |
| Швейцарія Swiss Albums (Schweizer Hitparade)       | 1               |
| Велика Британія UK Albums (OCC)                    | 79              |
| Велика Британія UK Independent Albums (OCC)        | 6               |
| Велика Британія UK Rock & Metal Albums (OCC)       | 3               |
| США Billboard 200                                  | 110             |
| США Independent Albums (Billboard)                 | 16              |
| США Top Hard Rock Albums (Billboard)               | 7               |
| США Top Rock Albums (Billboard)                    | 16              |